# Lymantria metella
Lymantria metella är en fjärilsart som beskrevs av Fawcett 1915. Lymantria metella ingår i släktet Lymantria och familjen tofsspinnare. Inga underarter finns listade i Catalogue of Life.